# Ілайш Моріба
Моріба Курума Курума, більш відомий як Ілайш Моріба (кат. Ilaix Moriba, трансліт. iˈɫaʃ muˈɾiβə; нар. 19 січня 2003, Конакрі) — гвінейський футболіст, центральний півзахисник німецького клубу «РБ Лейпциг» та національної збірної Гвінеї. На умовах оренди грає за іспанський клуб «Хетафе».

## Раннє життя
Моріба народився в Конакрі в сім'ї матері-гвінейки та ліберійського батька. Він має громадянство Іспанії та Гвінеї.

## Клубна кар'єра

### Барселона
Моріба перейшов до дитячої школи «Барселони» з «Еспаньйолу» в 2010 році. Його вважали одним з найкращих гравців свого покоління, тому він дуже часто грав у юнацьких командах серед гравців, набагато старших за нього. Моріба справді виділявся у 15 років, коли зробив хет-трик проти юнацької команди «Реала» (U-19). Найвизначнішим моментом став його останній гол у тому матчі, котрий він забив з середини поля на початку другого тайму.
У січні 2019 року його молодіжний контракт закінчувався, й такі клуби, як «Манчестер Сіті» та «Ювентус», намагалися домовитися з гравцем про перехід, але врешті-решт він підписав рекордну угоду з зарплатнею понад 500 тисяч євро на рік і встановленим застереженням про викуп на 100 мільйонів євро.
Наступного сезону він підписав перший професійний контракт, ставши гравцем «Барселони Б». Свій перший гол у дорослому футболі він забив 8 березня 2020 року в матчі проти «Льягостери».
У сезоні 2020—2021 років Моріба вперше був включений до заявки першої команди на матч Ла Ліги проти «Гранади», проте на полі не з'явився. Дебютував за першу команду 21 січня 2021 року у матчі проти «Корнельї» в 1/8 фіналу Кубка Іспанії. Його замінив Серхіо Бускетс на 74-й хвилині зустрічі.
13 лютого він дебютував у Ла Лізі у матчі проти «Алавеса», який «блаугранас» виграли з рахунком 5:1. В цій грі Моріба віддав результативну передачу на Франсішку Трінкана. 6 березня Ілайш забив свій перший гол у Ла Лізі у ворота «Осасуни», і посів п'яте місце у списку наймолодших авторів голу в історії Барселони після Ансу Фаті, Бояна Кркіча, Ліонеля Мессі та Педрі.
10 березня Моріба дебютував у Лізі чемпіонів УЄФА у матчі 1/8 фіналу проти «Парі Сен-Жермен», вийшовши на заміну замість Серхіо Бускетса на 79-й хвилині зустрічі.

### РБ Лейпциг
31 серпня 2021 року Моріба приєднався до клубу Бундесліги «РБ Лейпциг» за 16 мільйонів євро. «Барселона» також залишила за собою право на 10 % від суми майбутнього продажу гравця.
За німецький клуб Моріба дебютував 3 жовтня, вийшовши на заміну на 79-й хвилині матчу чемпіонату Німеччини проти «Бохума» замість Кевіна Кампля. За клуб грав небагато, переважно виходячи на заміну. Взяв участь у 6 матчах (2 — у чемпіонаті, 1 — у Кубку проти «Бабельсберга» й 3 — у Лізі Чемпіонів), всього за клуб зіграв 100 хвилин. Результативними діями не відзначився.
Керівництво клубу вирішило віддати Ілайша в оренду до «Валенсії». Орендна угода була підписана 28 січня 2022 року та розрахована до кінця сезону 2021-22. 30 червня гравець повернувся до складу «РБ Лейпциг», проте 1 вересня знову відправився в оренду до «Валенсії».

### Валенсія
Вперше у футболці «кажанів» зіграв 2 лютого у матчі 1/4 фіналу Кубку Іспанії проти «Кадіса», в якому з'явився на полі на 68-й хвилині замість Тьєррі Коррейя. Дебютним матчем у чемпіонаті для гвінейця стала зустріч проти «Реал Сосьєдада». Всього за клуб провів 18 матчів, з них 4 — в Кубку. Серед результативних дій можна відзначити гольову передачу у матчі фіналу Кубку Іспанії проти «Бетіса».

## Міжнародна кар'єра
Дебютував за юнацьку збірну Іспанії до 17 років 25 березня 2019 року у матчі відбору на юнацький чемпіонат Європи 2020 проти збірної Греції. Наступні матчі групи проти Косова та України пропустив у зв'язку з пошкодженням коліна.
Також з командою взяв участь у юнацькому чемпіонаті світу 2019 року, на якому, зокрема, вперше забив на міжнародному рівні (у ворота Камеруну). Іспанські юнаки дійшли до 1/4 фіналу, де поступилися одноліткам з Франції.
Також Моріба зіграв 2 товариські матчі за збірну Іспанії серед юнаків, що не досягли 18-річчя (обидва — проти збірної Катару).
Хоч Ілайш виступав за юнацькі збірні Іспанії, але на дорослому рівні він міг вибрати серед трьох збірних — Гвінеї, Ліберії чи Іспанії.
21 серпня 2021 року він офіційно оголосив про зміну футбольного громадянства, вирішивши грати за збірну Гвінеї.
27 грудня Моріба був включений до складу національної збірної на Кубок африканських націй 2021 року. Дебютував за збірну 3 січня 2022 року у товариському матчі проти Руанди.
4 липня 2024 року потрапив до заявки олімпійської збірної Гвінеї для участі в матчах футбольного турніру на літніх Олімпійських іграх 2024 в Парижі.

## Сім'я
Ілайш має рідного брата Лансіне Курума, який грає у юнацькій команді «Леванте».

## Кар'єрна статистика
Станом на 7 липня 2022
| Клуб              | Сезон                | Ліга                 | Ліга  | Ліга | Національний кубок | Національний кубок | Єврокубки | Єврокубки | Інші  | Інші | Всього | Всього |
| Клуб              | Сезон                | Чемпіонат            | Матчі | Голи | Матчі              | Голи               | Матчі     | Голи      | Матчі | Голи | Матчі  | Голи   |
| ----------------- | -------------------- | -------------------- | ----- | ---- | ------------------ | ------------------ | --------- | --------- | ----- | ---- | ------ | ------ |
| Барселона Б       | 2019–20              | Сегунда Дивізіон Б   | 8     | 1    | —                  | —                  | —         | —         | 3     | 0    | 11     | 1      |
| Барселона Б       | 2020–21              | Сегунда Дивізіон Б   | 11    | 1    | —                  | —                  | —         | —         | 0     | 0    | 11     | 1      |
| Барселона Б       | Всього у Барселоні Б | Всього у Барселоні Б | 19    | 2    | —                  | —                  | —         | —         | 3     | 0    | 22     | 2      |
| Барселона         | 2020–21              | Ла-Ліга              | 14    | 1    | 3                  | 0                  | 1         | 0         | 0     | 0    | 18     | 1      |
| Барселона         | Всього у Барселоні   | Всього у Барселоні   | 14    | 1    | 3                  | 0                  | 1         | 0         | 0     | 0    | 18     | 1      |
| РБ Лейпциг        | 2021–22              | Бундесліга           | 2     | 0    | 1                  | 0                  | 3         | 0         | 0     | 0    | 6      | 0      |
| РБ Лейпциг        | Всього у РБ Лейпциг  | Всього у РБ Лейпциг  | 2     | 0    | 1                  | 0                  | 3         | 0         | 0     | 0    | 6      | 0      |
| Валенсія (оренда) | 2021–22              | Ла-Ліга              | 14    | 0    | 4                  | 0                  | —         | —         | 0     | 0    | 18     | 0      |
| Валенсія (оренда) | 2022–23              | Ла-Ліга              | 2     | 0    | 0                  | 0                  | —         | —         | 0     | 0    | 2      | 0      |
| Валенсія (оренда) | Всього у Валенсії    | Всього у Валенсії    | 16    | 0    | 4                  | 0                  | —         | —         | 0     | 0    | 20     | 0      |
| Всього за кар'єру | Всього за кар'єру    | Всього за кар'єру    | 51    | 3    | 8                  | 0                  | 4         | 0         | 3     | 0    | 66     | 3      |

1. ↑  Виступи в плей-оф Сегунди Дивізіон Б
2. 1 2  Виступи в ЛЧ

## Досягнення
Барселона
- Володар Кубка Іспанії: 2020-21[24]